# Senneville (Eure)
Senneville is een dorp en voormalige gemeente in de Franse gemeente Amfreville-sous-les-Monts in het departement Eure. Senneville ligt in het zuidoosten van de gemeente, zo'n twee kilometer ten zuidoosten van het dorpscentrum van Amfreville.

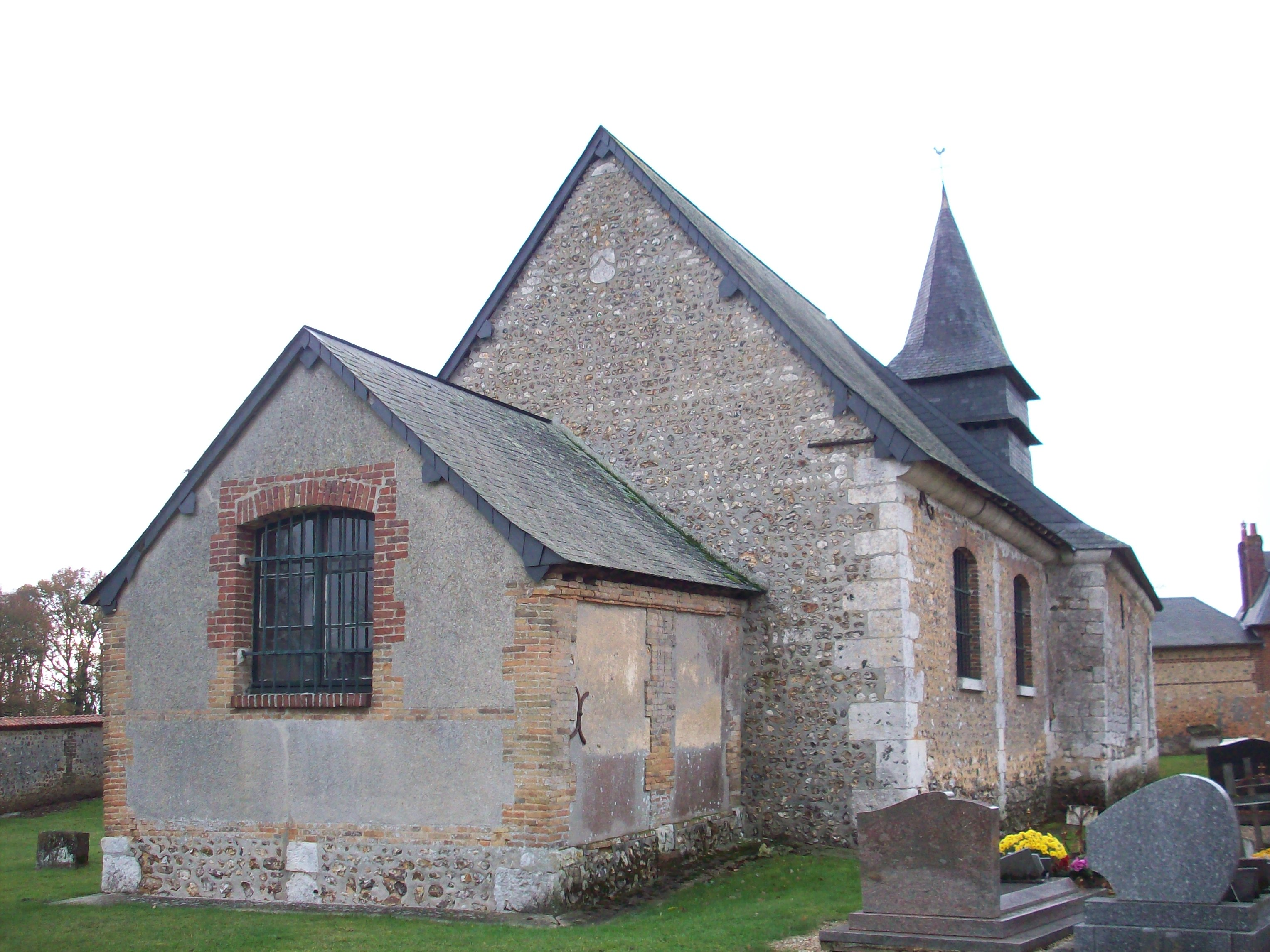
Église Saint-Maclou

## Geschiedenis
Een oude vermelding van de plaats gaat terug tot de 16de eeuw als Saineville. De 18de-eeuwse Cassinikaart toont hier de plaats Senneville.
Op het eind van het ancien régime eind van de 18de eeuw, toen de gemeenten werden gecreëerd, werd Senneville een gemeente. 
In 1809 werd buurgemeente Orgeville-en-Vexin aangehecht. In 1854 werd de gemeente Senneville opgeheven en bij Amfreville-sous-les-Monts gevoegd, met uitzondering van het gehucht Orgeville dat bij Flipou werd gevoegd.

## Bezienswaardigheden
- De Église Saint-Maclou
- Manoir de Senneville

Amfreville-sous-les-Monts · Le Plessis · Senneville · Le Val Pitan